# Panamský průplav
Panamský průplav (španělsky Canal de Panamá, anglicky Panama Canal) je námořní průplav ve Střední Americe. Vede skrz Panamskou šíji a spojuje Atlantský oceán a Tichý oceán (konkrétněji Karibské moře a Panamský záliv). Vstup z karibské strany se nachází u města Colón, tichomořský je u Ciudad de Panamá. Panamský průplav byl budován Francouzi v letech 1880 až 1889 a následně Američany v letech 1901 až 1914. Do konce roku 1995 byly samotný průplav a šestimílový pás území na obou jeho březích výsostným územím Spojených států amerických.
Průplav je dlouhý 81,6 km a široký 150 až 305 m. Před rozšířením měl průplav tři zdymadla, z toho dvě na tichomořské straně v Miraflores (dva stupně) a v Pedro Miguel (jeden stupeň). Na atlantické straně je zdymadlo Gatun se třemi stupni. Voda je do zdymadel napouštěna z Gatunského jezera, přes které průplav také vede. Gatunské jezero leží na řece Chagres, výše proti proudu se nachází další přehradní jezero – Alajuela – ze kterého se odtok během roku reguluje tak, aby byl přítok do Gatunského jezera co nejvíce konstantní. Velká část povodí řeky byla prohlášena za jeden z panamských národních parků, který podle této řeky nese jméno Národní park Chagres. Průplav překonávají tři pevné mosty – Puente de las Américas, Puente Centenario a Puente Atlántico. Ty zajišťují kontinuitu dálnice Panamericana a spojují Severní a Jižní Ameriku.
Od roku 2010 probíhaly práce na podstatném rozšíření průplavu, které zajišťuje proplutí lodí s velkou tonáží. Tyto lodě mají název Post-Panamax ships. Celkové náklady na provedení tohoto projektu byly vyčísleny částkou 5,25 miliardy dolarů. 26. června 2016 byly rozšířené části průplavu s novými obrovskými zdymadly uvedeny do provozu. Slavnostního ceremoniálu se zúčastnilo devět hlav států a 30 000 diváků. Jako první proplula rozšířeným průplavem – ve směru od Karibiku k Tichému oceánu – loď čínské společnosti Cosco Shipping široká 48,2 metru a dlouhá 300 metrů, nesoucí 9 000 standardních kontejnerů.

## Historie výstavby původního průplavu
Myšlenkou propojení Atlantského a Tichého oceánu se začali španělští kolonizátoři zabývat již od samého počátku kolonizace amerického kontinentu. V 16. století tyto úvahy cílily na rychlejší propojení Španělska a jeho kolonie v Peru. Na konci 17. století se Skotské království pokusilo o první realizaci v rámci projektu Darién, kdy byla prověřována oblast Darién coby budoucí strategická oblast pro světový obchod. Nicméně projekt ztroskotal na velmi náročných místních podmínkách.
Během 19. století z mnoha variant a nápadů vykrystalizovaly dvě možnosti, které byly dále rozvíjeny – přes území dnešních států Panama a Nikaragua. Na rozdíl od Panamského průplavu však nebyl Nikaragujský průplav doposud realizován. Již v roce 1811 německý přírodovědec Alexander von Humboldt popsal pět možných cest pro stavbu průplavu ve Střední Americe. Nakonec doporučil trasu v Nikaragui s využitím jezera Nikaragua. Roku 1843 dosavadních poznatků využili Britové a začali prosazovat stavbu průplavu pod svým patronátem. Nicméně narazili na zájmy Spojených států amerických, které se plány na stavbu kanálu také zabývaly. Spojené státy si navíc Monroeovou doktrínou diplomaticky nárokovaly vliv v Latinské Americe a nechtěly dopustit další posilování Spojeného království v regionu. Sporný byl v té době také britský vliv na Pobřeží Moskytů. Úsilí vyznělo do ztracena a v roce 1850 byla oběma státy podepsána Claytonova–Bulwerova smlouva, ve které se zavázaly, že nevybudují průplav bez souhlasu druhého státu smlouvy a že po případném dostavení průplavu budou obě země garantovat neutralitu tamních vod.
Spojené státy mezitím v roce 1846 podepsaly s Novou Granadou (dnešní Kolumbie) Mallarinovu–Bidlackovu smlouvu, jíž si USA zajistily výsadní postavení při eventuální stavbě komunikací v Panamské šíji, která byla součástí Nové Granady. Kalifornská zlatá horečka, která vypukla v roce 1848, skokově zvýšila zájem o přepravu z Evropy a východu USA do Kalifornie, přičemž v té době v USA stále neexistovala transkontinentální železnice (ta byla postavena až v 60. letech 19. století). Poptávky využil americký podnikatel William Henry Aspinwall, který vlastnil koncesi na paroplavbu z New Yorku do Panamy a z Panamy do Kalifornie (viz Pacific Mail Steamship Company). Ten v roce 1850 začal s výstavbou transkontinentální železnice v Panamě, aby spojil své dvě paroplavbové linky (viz Panama Canal Railway). Trať vedla z přístavů Colón do Panamá. Jelikož byla výstavba složitá a původní rozpočet byl několikrát překročen, úseky železniční trati byly v provozu i během výstavby. Celá trať byla otevřena v roce 1855. Při její výstavbě zemřelo 6 000 až 12 000 dělníků na tropické nemoci. Projekt se však pro investory ukázal jako extrémně profitový.
Roku 1869 byla otevřena transkontinentální železnice na území USA, která panamské železnici odebrala klientelu pro osobní přepravu, nicméně byla nadále vytížená nákladní dopravou. Panamská železnice se později ukázala jako klíčový prvek také pro výstavbu samotného průplavu. V letech 1861 až 1865 probíhala americká občanská válka, která svou devastací ekonomiky USA zastavila snahy o výstavbu průplavu. Poválečný prezident Ulysses S. Grant sice vytvořil komisi, která měla prověřit další možné trasy průplavu, přičemž opět doporučili Nikaraguu, ale nedostatek financí projekt v USA zastavil a do popředí se tak dostali Francouzi, kteří měli zkušenost již s výstavbou Suezského průplavu (ve výstavbě v letech 1859–1869).

### Francouzský projekt

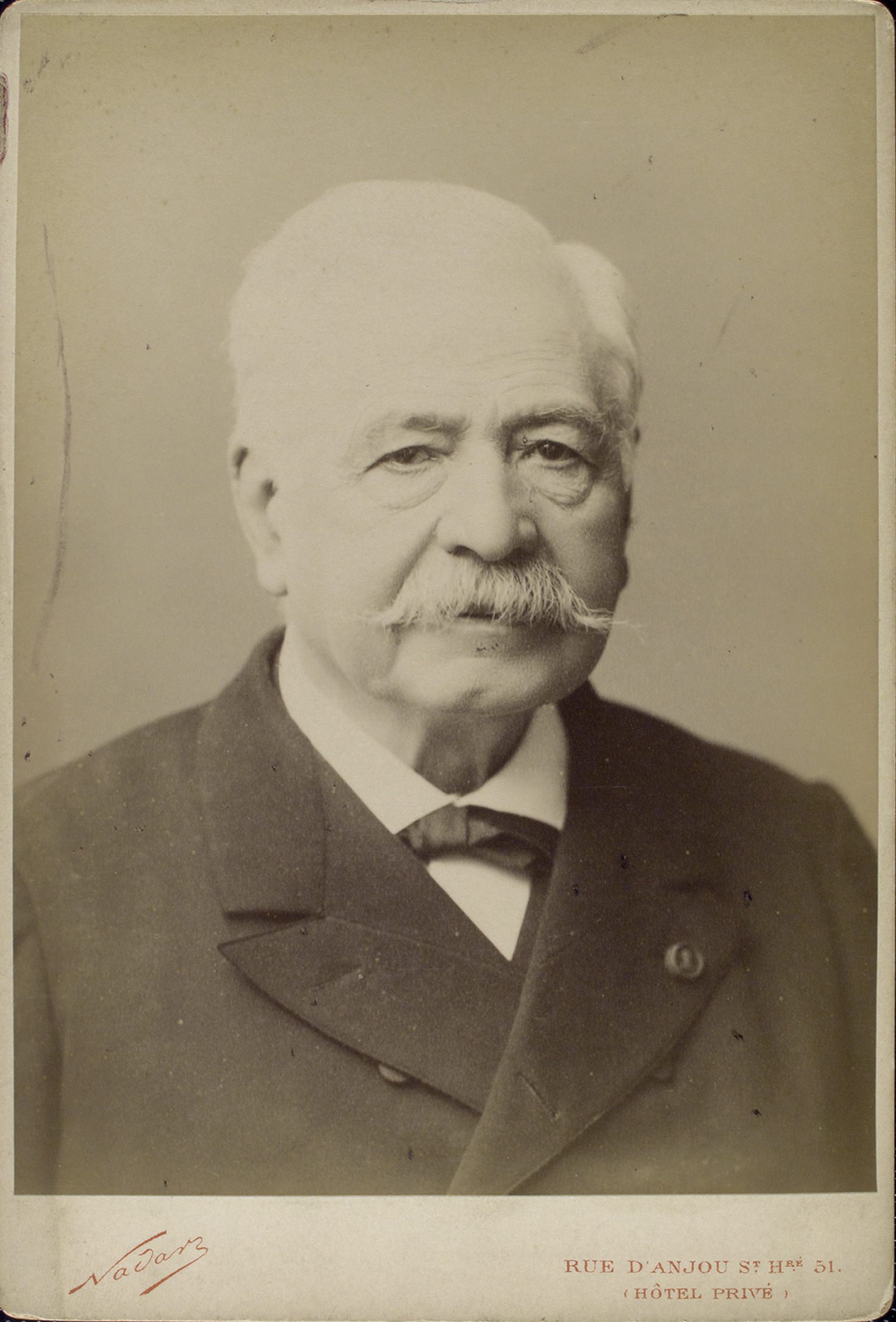
Podnikatel Ferdinand de Lesseps, stavitel Suezského průplavu a propagátor Panamského průplavu

V roce 1875 vznikl v Paříži syndikát Societe Civile Internationale du Canal Interoceanique de Darien, jehož účelem byla propagace výstavby Panamského průplavu. Do čela syndikátu se postavil diplomat a podnikatel Ferdinand de Lesseps, který se proslavil stavbou Suezského průplavu. V roce 1876 do Panamy vycestovala francouzská expedice, která měla během pár měsíců projít a zaměřit plánovanou trasu průplavu. Kvůli tropickému podnebí, hustotě pralesa a častým záplavám jim to nakonec trvalo dva roky. Lucien Bonaparte-Wyse v roce 1878 pro syndikát zajistil koncesi u kolumbijské vlády, kterou získali právo na výstavbu průplavu a jeho exkluzivní provoz po dobu 99 let.
V květnu 1879 svolal de Lesseps do Paříže mezinárodní kongres, aby rozhodl o výstavbě průplavu přes Střední Ameriku. Mezi 136 delegáty z 26 zemí bylo pouze 42 inženýrů, zbytek tvořili spekulanti, politici a de Lessepsovi přátelé. De Lesseps využil kongresu k zajištění finančních prostředků pro svůj preferovaný projekt, kterým bylo vybudovat průplav na úrovni mořské hladiny přes Panamu, podobný Suezu. Delegáti většinově schválili jeho návrh, ačkoliv americká delegace byla pro průplav v Nikaragui. Následně byla založena akciová společnost Compagnie Universelle du Canal Interocéanique de Panama. De Lesseps poté uspořádal francouzské přednáškové turné, které sloužilo k získání drobných investorů, které nalákal na ziskovost Suezského průplavu.
Stavba kanálu začala 1. ledna 1881 mýcením pásu pralesa v trase průplavu. Hloubení začalo 22. ledna v Culebře. Byla shromážděna velká pracovní síla, která v roce 1888 čítala asi 40 000 lidí (z nichž devět desetin tvořili afrokaribští dělníci ze Západní Indie). Ačkoli projekt přilákal zkušené francouzské inženýry, udržet si je bylo kvůli tropickým nemocem obtížné. Počet obětí v letech 1881 až 1889 se odhadoval na více než 22 000, z nichž až 5 000 byli francouzští občané. Důvodem bylo i to, že se v této době nevědělo o tom, že přenašečem malárie a žluté zimnice jsou moskyti. Přijatá opatření tak byla neúčinná.
Ačkoliv de Lesseps lákal investory i inženýry na porovnávání výstavby průplavu se Suezským průplavem, na místě se ukázalo, že nabyté zkušenosti z Egypta budou v Panamě k ničemu. Trasa byla sice kratší, ale nestabilní podloží, rychlé záplavy v období dešťů, vlhké klima a bažiny, které byly líhní moskytů, výstavbu značně komplikovaly. Podmínky vedly vedoucí inženýry k pochybnostem vůči projektu a k jejich rezignacím. De Lesseps však veřejnost udržoval v nevědomosti.

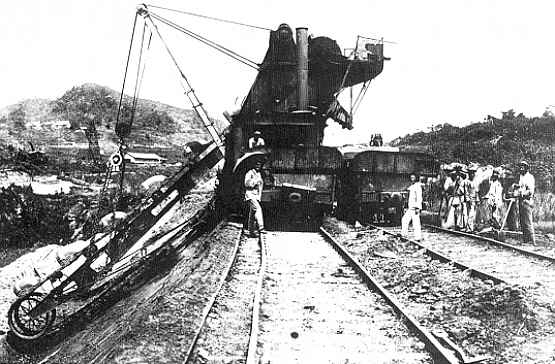
Francouzská výstavba Panamského průplavu (1886)

Práce na průplavu byly rozděleny do několika částí, které dostali na starosti různí inženýři. Ti však sloužili pouze jako stavební dohled. Na stavbu byly najímány různé americké a evropské firmy, z nichž nakonec žádná nesplnila smluvenou práci. Některé kvůli objektivním okolnostem nerealistického zadání ze strany Compagnie Universelle du Canal Interocéanique de Panama, nicméně jiné využily nepřehlednosti výstavby ke zpronevěře a korupci.
Francouzský podnik nezachránil ani fakt, že se v roce 1888 nechal de Lesseps konečně přemluvit, aby slevil ze svého požadavku budování průplavu na úrovni hladiny moře. Manažer společnosti a inženýr Philippe Bunau-Varilla přišel s kompromisním řešením, ve kterém navrhl střední část průplavu dočasně vybudovat se zdymadly. Uvedení v provoz by poté financovalo postupnou přestavbu na úroveň moře. Na projekt železných zdymadel byl najat inženýr Gustave Eiffel, který v téže době stavěl v Paříži věž pro světovou výstavu. Nicméně od podzima 1888 už převažovala mediální kritika de Lessepse a o poslední emise akcií Compagnie Universelle nebyl zájem. Roku 1889 projekt zkrachoval. Do roku 1889 stál průplav přes 20 000 lidských životů, I když se Francouzům nepodařilo celý průplav vybudovat, byla již třetina prací na budoucím průplavu hotova. Celkový francouzský účet byl 287 milionů amerických dolarů (10 miliard dolarů v roce 2024). Kolem 800 000 investorů přišlo o své peníze, což vedlo ve Francii ke skandálu. De Lesseps a jeho syn Charles byli shledáni vinnými ze zpronevěry finančních prostředků a odsouzeni k pěti letům vězení. Tento rozsudek byl později zrušen a de Lesseps, který zemřel v roce 1894, nebyl nikdy uvězněn.

### Cesta USA k průplavu

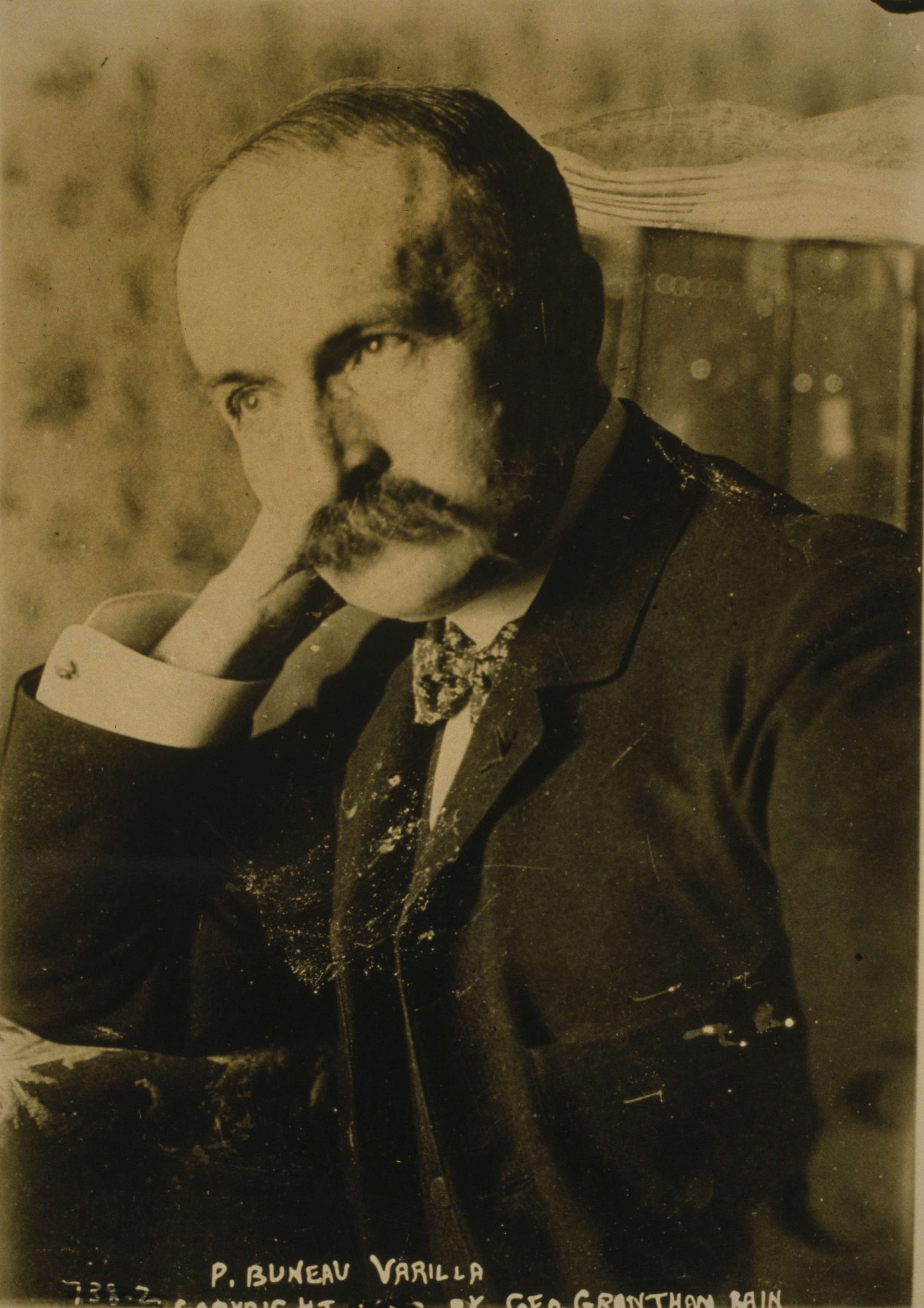
Francouzský inženýr, podnikatel a lobbista Philippe Bunau-Varilla, představitel Compagnie Nouvelle du Canal de Panama (snímek z roku 1924)

Po bankrotu francouzské Compagnie Universelle založili její majitelé společnost Compagnie Nouvelle du Canal de Panama, na kterou převedli aktiva Compagnie Universelle a 50 000 akcií postoupili bezúplatně vládě Kolumbie, aby se vyhnuli právnímu postihu za krach Compagnie Universelle a udrželi si koncesi (to opět vyjednal Lucien Bonaparte-Wyse). V čele společnosti stanul Philippe Bunau-Varilla, který si najal amerického lobbistu Williama Nelsona Cromwella, aby společně přesvědčili Spojené státy americké k odkoupení společnosti. V roce 1902 Cromwell, sám investor Compagnie Universelle, přesvědčil americké politiky, aby se rozhodli pro výstavbu průplavu v Panamě a opustili dřívější plány na výstavbu Nikaragujského průplavu.
V devadesátých letech 19. století byly Spojené státy americké již jinou zemí, než po občanské válce. Procházely tzv. pozlaceným věkem, během kterého zaznamenaly obrovský boom industrializace. K roku 1890 došlo k dokončení expanze USA na západ a na jih. To vedlo k posilování expanzionistických a imperialistických ambicí USA. V roce 1898 USA anektovaly Havaj, ve španělsko-americké válce převzaly poslední španělské kolonie do své sféry vlivu a v roce 1899 zahájily válku s Filipínami. Námořní charakter expanze vedl k významné modernizaci a zvětšení vojenského loďstva. Pro kontrolu všech území se tak jako klíčový znovu ukázal projekt průplavu ve Střední Americe, který by zajišťoval rychlý pohyb námořnictva. V roce 1902 byla přijata Hayova–Pauncefotova smlouva, která zrušila Claytonovu-Bulwerovu smlouvu z roku 1850. V nové smlouvě se Spojené království vzdalo ambice budovat či spravovat průplav a USA bylo umožněno průplav budovat samostatně a současně ho kontrolovat vojensky.

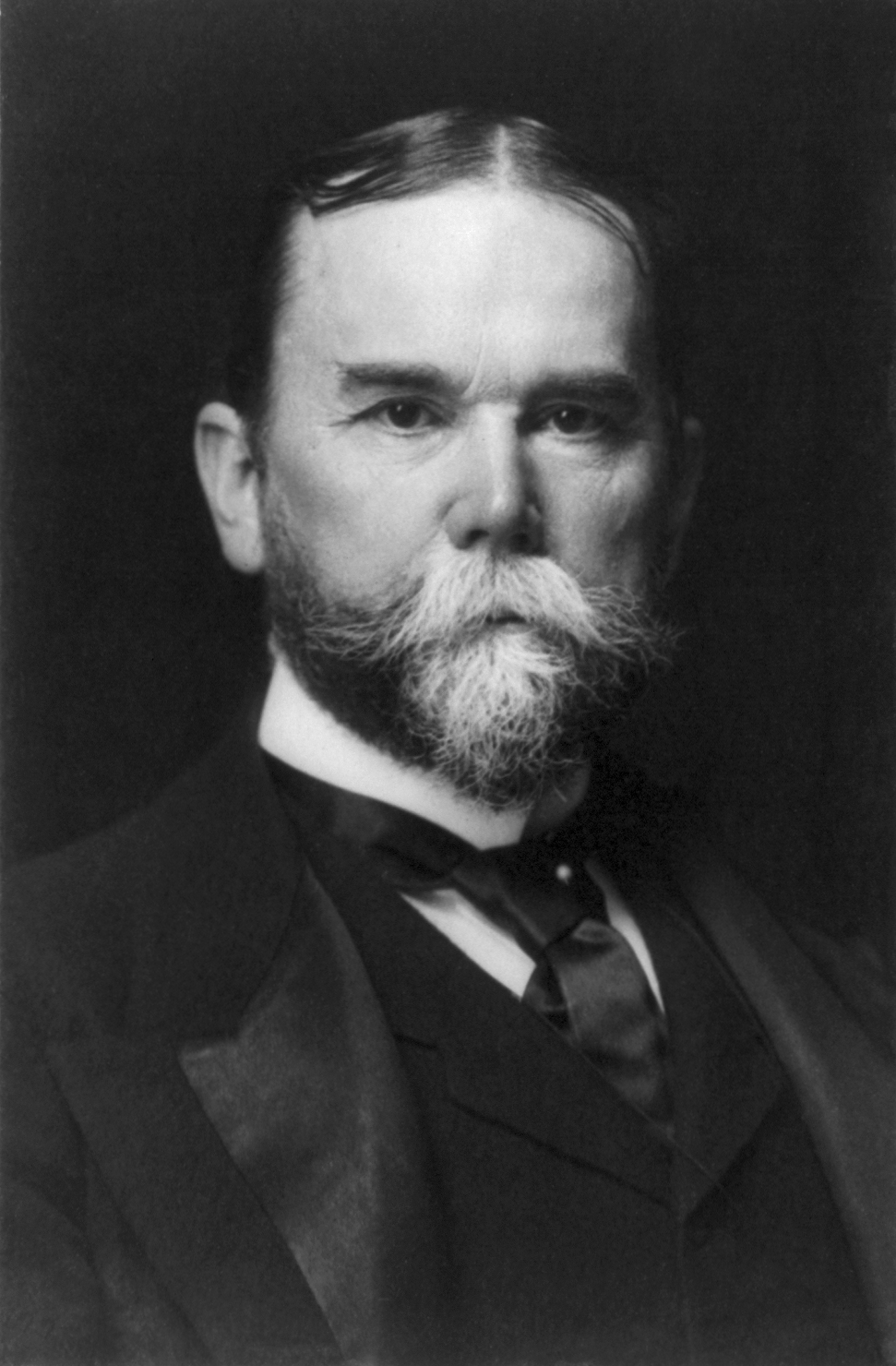
Ministr zahraničí John Milton Hay, hlavní americký vyjednavač (snímek z roku 1897)

V americkém Kongresu se realizace průplavu stala konfliktním tématem. Existovaly příznivci nikaragujské cesty, stejně jako příznivci panamské trasy. Obě skupiny shodně zamlčovaly nevýhody své trasy a naopak zveličovaly nevýhody té konkurenční. U nikaragujské trasy se za výhody považovala blízkost k USA, možnost využít jezera, nižší cena výstavby a příznivější klima. Výhodami panamské trasy byla výrazně kratší délka průplavu přes kontinent a rozpracovanost výstavby Francouzi. Negativem však byla vyšší cena, která byla spojená zejména s nutností odkupu Compagnie Nouvelle du Canal de Panama, která držela koncesi. Zkrachovalá společnost, jejíž reálná hodnota byla především v odstavených stavebních strojích, požadovala od USA 110 milionů dolarů. Politici byli i proto nakloněni nikaragujské trase. Cromwell informoval společnost, aby přešla k radikálnímu kroku, nebo nedostane nic. Společnost poté snížila svůj požadavek na 40 milionů dolarů, čímž se z panamské trasy stala levnější varianta a v Kongresu začali převládat její podporovatelé. Američané tedy začali znovu jednat s Kolumbií, která se ovšem v té době zmítala v občanské válce (1899–1902). V roce 1903 došlo k podpisu Hayovy–Herránovy smlouvy, která stanovila výlučné postavení USA ve stavbě průplavu, slibovala podstoupení průplavového pásma a stanovila výkupní cenu pro kolumbijskou vládu. Jelikož byla smlouva pro USA výhodná, byla Kongresem schválena. V kolumbijském parlamentu ovšem vyvolala rozruch, jelikož smlouvou měla země přijít o část území a byly by zrušeny veškeré nároky na vyplacení hodnoty akcií společnosti Compagnie Nouvelle du Canal de Panama vlastněných kolumbijským státem. Parlament smlouvu neratifikoval.

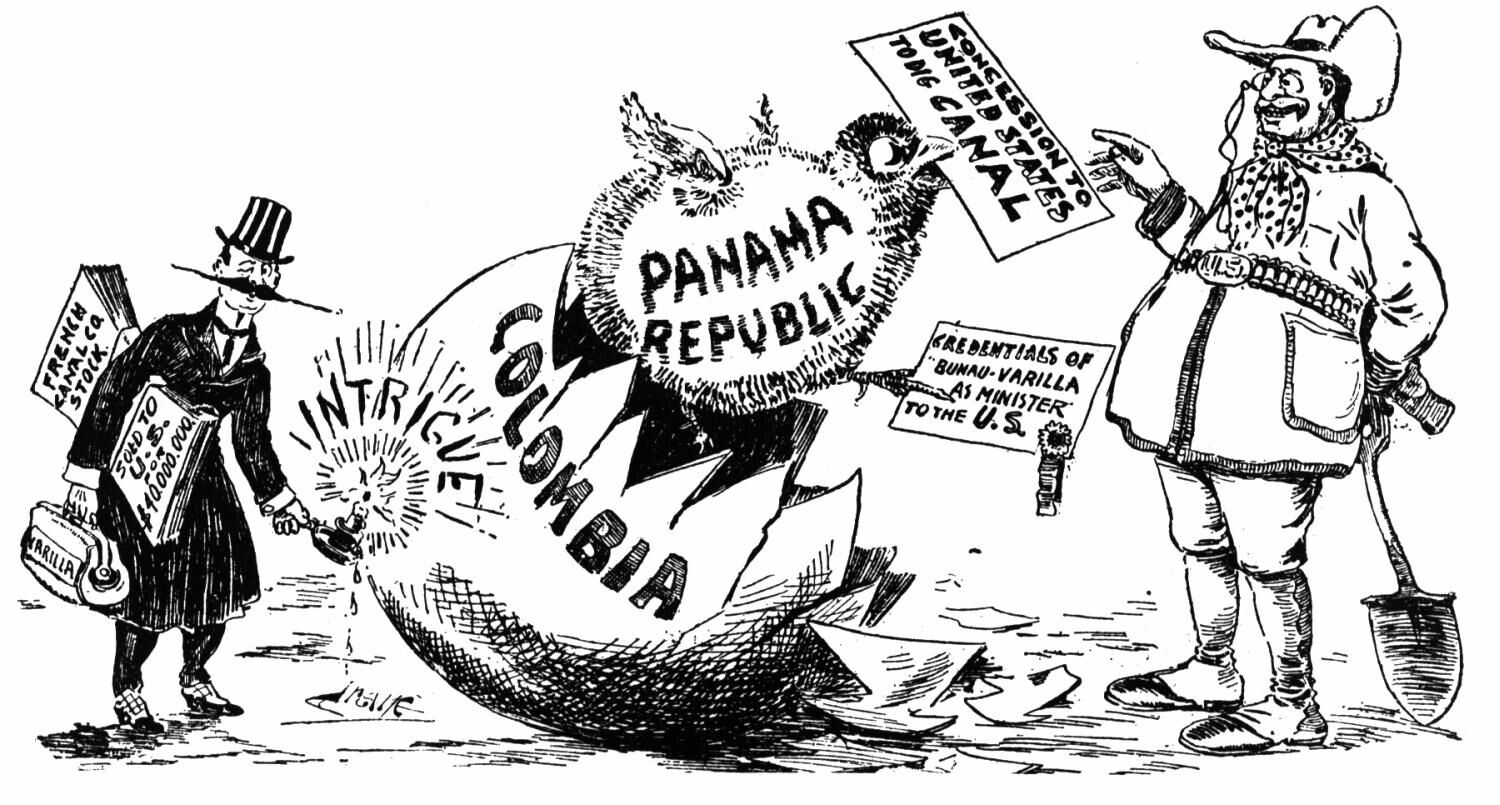
Dobová karikatura z The New York Times satirizující americké vměšování do oddělení Panamy z Kolumbie (1903)

Americké politiky, kteří byli zainteresováni v projektu průplavu v Panamské šíji, postoj Kolumbie pobouřil a někteří z nich, včetně prezidente Theodorea Roosevelta, začali zvažovat možnost vojenské invaze a anexe Panamské šíje. Mezitím se však v Panamě utvořilo separatistické hnutí, které zastupovali José Agustín Arango a Tomás Arias. Ti nabídli Spojeným státům, že pokud podpoří nezávislost Panamy, umožní výstavbu průplavu. Spojené státy jim neformálně přislíbily pomoc, současně se však Kolumbii pokusily dotlačit do nové ratifikace Hayovy–Herránovy smlouvy. Roosevelt přikázal několika lodím amerického námořnictva, aby se přiblížily k břehům Panamy a byly připraveny zasáhnout na jakékoliv straně případného konfliktu. Kolumbijský parlament byl však stále více vůči americkému tlaku nepřátelský. Panamští separatisté v listopadu 1903 zahájili povstání. Všechny strany si byly vědomé faktu, že úspěch povstání je závislý na ochotě amerického námořnictva pomoci separatistům a zablokovat cestu kolumbijskému námořnictvu, což se stalo. Roosevelt později intervenci obhajoval coby ochranu železnice v Panamě a tamních amerických občanů. Formálně odmítl, že by USA pomáhaly panamským povstalcům. Jen několik dní po zahájení povstání byla v listopadu 1903 podepsána Hayova-Bunau-Varillova smlouva mezi USA a Panamou (Philippe Bunau-Varilla byl separatisty schválen coby oficiální zástupce Panamy). Ta dávala USA kontrolu nad průplavovým pásmem a umožnila stavbu průplavu. Panama za to dostala finanční kompenzaci (jednorázový poplatek 10 milionů dolarů a příslib placení každoročního poplatku za používání průplavu ve výši 250 000 dolarů).

### Projekt USA

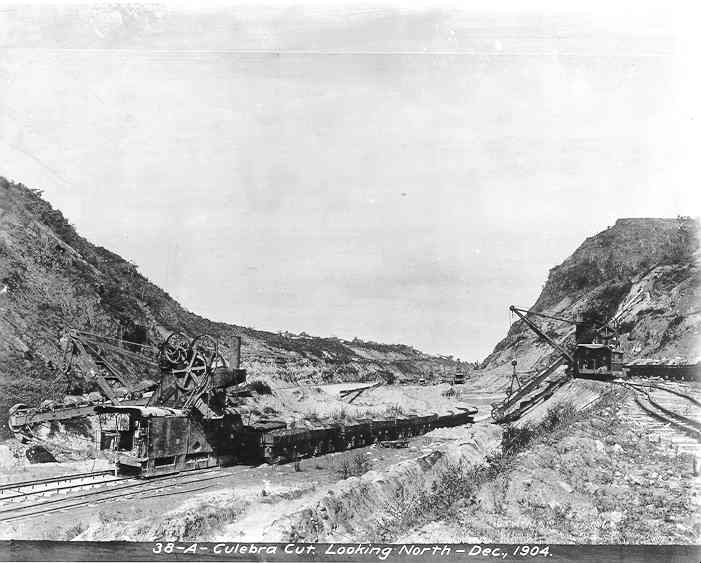
Práce na Culebra Cut v prosinci 1904

Spojené státy americké oficiálně převzaly práva na výstavbu průplavu v květnu 1904. Současně byl zřízen výbor Isthmian Canal Commission, kterému předsedal ministr války William Howard Taft. Úkolem výboru bylo zamezit při výstavbě průplavu korupci a zpronevěrám, s jakými se potýkali Francouzi. Komise musela schvalovat každou objednávku, ke které muselo být poskytnuto odůvodnění. Vzhledem k velikosti stavby a faktu, že komise sídlila v USA, se doba od objednání do dodání někdy pohybovala i v řádech měsíců, což práce výrazně komplikovalo. V květnu 1904 byl hlavním inženýrem jmenován John Finley Wallace. Celý projekt měl v této fázi ještě jeden problém – nebylo rozhodnuto o podobě průplavu. Všechny probíhající práce tak byly spíše udržovací a přípravné, a to i proto, že Američané po pěti letech od krachu francouzské výstavby nalezli rozestavěný průplav v žalostném stavu (část strojů byla zrezivělá, část výkopů zanesená a na většině míst trasa znovu zarůstala džunglí.
Dokončením převzetí francouzské společnosti vypukla v americkém Kongresu nová debata, a to o podobě průplavu. V debatách proti sobě stáli příznivci průplavu na úrovni hladiny moře (jak ho navrhl de Lesseps), zdymadlového průplavu, kombinace (jak ji navrhoval Philippe Bunau-Varilla) nebo vybudování umělého jezera s přehradou. Kongres debatoval dva roky. V průběhu roku 1906 se prezident Roosevelt přiklonil k variantě zdymadlového průplavu s vybudováním umělého Gatúnského jezera přehrazením řeky Chagres.

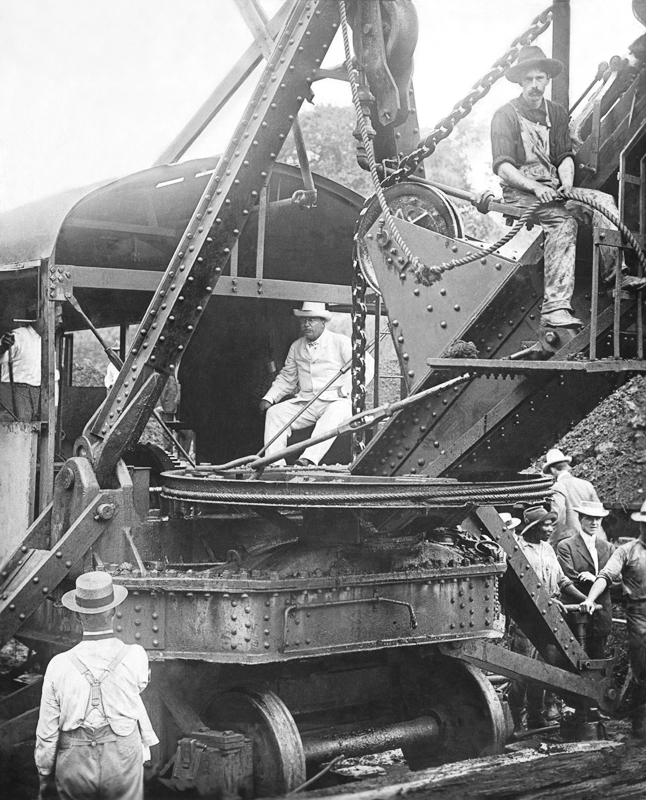
Prezident Theodore Roosevelt sedí na parním bagru Bucyrus v Culebra Cut (1906)

John Finley Wallace rezignoval již v červnu 1905 a byl nahrazen hlavním inženýrem Johnem Frankem Stevensem. Ten zvrátil všechny rozhodnutí Wallace a jelikož v té době politici stále nerozhodli o podobě kanálu, zaměřil se na přípravné práce – modernizoval železnici a přístavy, dal volnou ruku lékaři Williamu Crawfordovi Gorgasovi, aby vymýtil žlutou zimnici a malárii, stavěl nové ubikace s moskytiérami, vysoušel bažiny, zajistil stabilní zásobování a najmul desetitisíce pracovníku (kvalifikovaní pracovníci byli Američané a zejména Španělé, nekvalifikovaní dělníci poté zejména afro-obyvatelé Karibiku).
Výstavba kanálu se zdymadly vyžadovala vykopání více než 13 milionů krychlových metrů materiálu nad rámec 23 milionů krychlových metrů, které vytěžili Francouzi. Američané co nejrychleji nahradili nebo modernizovali staré, nepoužitelné francouzské stroje novými stavebními stroji, které byly navrženy pro mnohem větší a rychlejší rozsah prací. Bylo zakoupeno přes sto parních bagrů (od společností Bucyrus-Erie a Marion Power Shovel Company). K nim se přidaly obrovské parní jeřáby, obří hydraulické drtiče kameniva, míchačky betonu, bagry a pneumatické vrtačky, z nichž téměř všechny byly vyrobeny pomocí nové, rozsáhlé strojírenské technologie vyvinuté ve Spojených státech. Železnice musela být také komplexně modernizována těžkými, dvoukolejnými kolejnicemi na většině trati, aby se na ní vešel nový vozový park.

#### John Finley Wallace
Roku 1904 začali Američané budovat Panamský průplav. Na počátku panovaly špatné podmínky. Nemoci jako žlutá zimnice a malárie sužovaly a zabíjely jak dělníky, tak inženýry a jiný personál.
Jako první hlavní inženýr nastoupil na stavbu John Finley Wallace. Opravoval budovy po Francouzích a přestavoval železnici, kterou tu Francouzi zanechali. Také začal se zemními pracemi v Culebra Cut. Odešel už za rok, kdy podal výpověď.

#### John Frank Stevens

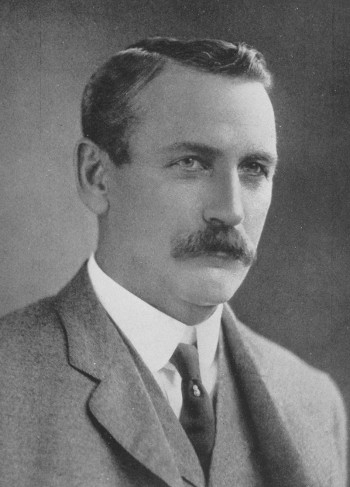
John Frank Stevens, hlavní inženýr stavby v letech 1905 až 1907

V roce 1905 nastoupil na místo hlavního inženýra 52letý železniční inženýr John Frank Stevens, který se již proslavil stavbou Severní dráhy přes Skalnaté hory v USA. John Stevens zprvu zastavil zemní práce a začal budovat potřebné logistické zázemí a infrastrukturu, aby dosáhl zlepšení životních podmínek pro dělníky i samotné inženýry.
Další důležitou věcí, kterou John Stevens udělal, bylo získání finančních zdrojů na boj proti nemocem. Učinil tak na návrh vojenského lékaře Williama Gorgase (* 13. října 1854 v Mobile, Alabama, USA), který se již snažil vymýtit v oblasti Panamské šíje žlutou zimnici a malárii, avšak neměl k tomu potřebnou podporu.
Asanace nemocí znamenala především boj proti komárům. Jen sítě do oken stály 90 000 dolarů. Vykuřovaly se domy, zaváděla se kanalizace, dláždily se vozovky i chodníky, budovaly se vodovody, voda se stáčela do lahví a vysoušely se močály, aby se zabránilo množení komárů.
John Stevens změnil původní plán, který uvažoval stavbu v úrovni moře, který vysvětlil Rooseveltovi. Tento plán znamenal přehrazení řeky Chagres u Gatunu tak, aby nejvyšší místo Culebry bylo posléze zaplaveno. Byl naplánován systém zdymadel napájený z budoucího jezera.
Byla položena železnice k odvozu zeminy. Američané přivezli výkonná parní rypadla. Koleje byly posunovány nejprve lidskou silou, posléze je přesunovaly speciální stroje. Pracovalo se bez přestávky, ploché vagóny s jednou postranicí vozily zeminu na obrovské zemní hráze v Gatunu a k moři, kde byly budovány vlnolamy. Třítunový pluh poháněný z lokomotivy rychle a efektivně vysypával zeminu.
V prosinci 1905 oznámil hlavní lékař Gorgas, že Panamské pásmo je bez žluté zimnice. V tu dobu již na stavbě pracovalo 24 000 dělníků.
V listopadu 1906 přijel na stavbu americký prezident Theodore Roosevelt, aby provedl třídenní inspekční cestu.
V dubnu 1907 dal John Stevens výpověď. O příčinách jeho odchodu je dodnes mnoho dohadů.

#### George Washington Goethals
Po Stevensově odchodu jmenoval prezident Roosevelt majora George Washingtona Goethalse hlavním inženýrem. Ten spolupracoval s dalšími dvěma armádními inženýry, plukovníkem Davidem Gaillardem, který měl řídit zemní práce u Culebry, a Wiliamem Siebertem, který měl postavit gatunská zdymadla.  Nejtěžší práce probíhaly na překopu v Culebra Cut, denně bylo odváženo 200 vlaků zeminy.
20. května 1913 se parní bagry střetly u Culeibry v konečné výkopové hloubce. Zdymadla byla zbudována z betonu v segmentech o délce 12 metrů. Poslední kubický metr betonu byl do zdymadel nalit 31. května 1913. Zdymadlová vrata jsou poháněna elektrickými motory, jejichž zásobování elektřinou zajišťují vodní elektrárny na přehradě.
- Parní bagr Marion hloubící Panamský průplav (1908)
- Stavba plavebních komor Panamského průplavu (1910)
- První loď, která proplula průplavem při slavnostním otevření, SS Ancon, jím proplula 15. srpna 1914.
- Španělští dělníci pracující na Panamském průplavu na počátku 20. století
- Goethalsova mapa Gatúnské přehrady

### Zprovoznění průplavu 1913–1920
První zkušební plavba se konala v říjnu 1913, přičemž zkušební remorkér Gatun otestoval funkčnost průplavu. Slavnostní otevření průplavu se konalo 15. srpna 1914 a parník Ancon přeplul od Atlantského do Tichého oceánu. V roce 1915 byla střední část průplavu na několik měsíců uzavřena kvůli sesuvu půdy. Do plného provozu byl průplav uveden až po první světové válce, a to 12. července 1920.
Zprovoznění průplavu znamenalo zásadní změnu v lodních dopravních trasách, což v té době poškodilo přístavy v Jižní Americe (zejména v Chile, Patagonii a také na Falklandách).

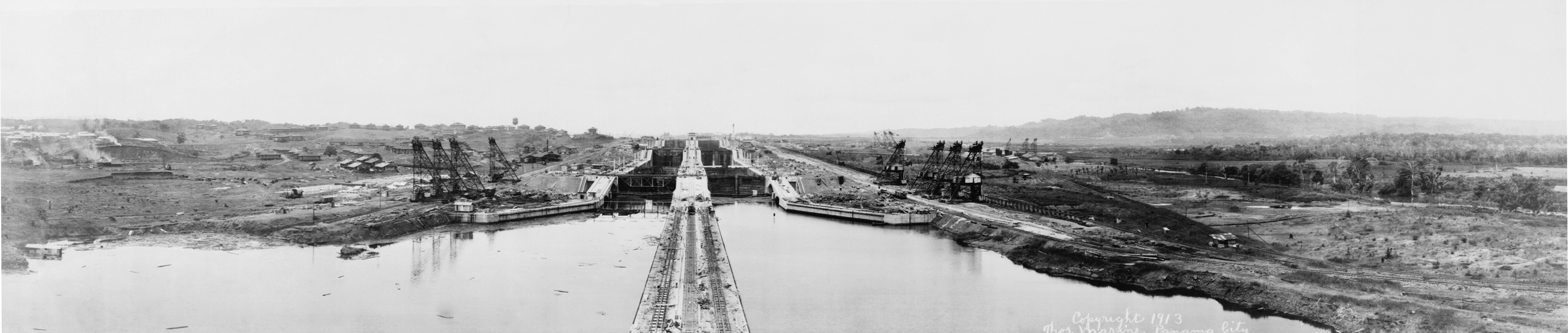
Stavba zdymadel průplavu, 1913

### Bilance nákladů výstavby a obětí na životech
Výstavba průplavu stála Američany 352 000 000 dolarů. Spolu s francouzskou investicí činily celkové náklady 639 000 000 dolarů, což odpovídá 7 miliardám dnešních dolarů. 
Francouzská výstavba si v letech 1881 až 1889 vyžádala 22 tisíc životů (většinově afrokaribských dělníků). Americká výstavba od roku 1904 do roku 1914 stála život dalších 5 609 lidských životů. Opět většinově afrokaribských dělníků. Výrazně menší počet u americké výstavby lze přičíst novým sanitárním opatřením proti tropickým nemocem. Pokud by se započítal také americký soukromý projekt výstavby panamské železnice z let 1850 až 1855, bylo by nutné započítat dalších až 12 tisíc zemřelých. Celkově úsilí o překonání kontinentu v Panamské šíji stálo život 27 tisíc lidí (respektive až 39 tisíc lidí).

### Závazek předání průplavu Panamě
Tím, že Spojené státy americké de facto podpořily odtržení Panamy od Kolumbie, došlo k výraznému poškození americko-kolumbijských vztahů. K nápravě došlo až v roce 1921, kdy byla ratifikována Thomsonova–Urrutiova smlouva z roku 1914. V ní se země dohodly, že USA zaplatí Kolumbii 25 milionů dolarů výměnou za její uznání nezávislosti Panamy.
To, že v roce 1903, v době boje za nezávislost, podepsali panamští separatisté s USA nevýhodnou smlouvu, začalo být zřejmé krátce po zprovoznění průplavu. V Panamě začaly posilovat hlasy, které žádaly zrušení Hayovy-Bunau-Varillovy smlouvy. První spor vznikl již v roce 1904, kdy USA začaly budovat celní a poštovní úřady ve městech Panamá a Colón, proti čemu se postavili panamští politici, jelikož tato města nebyla zahrnuta v průplavovém pásmu. V roce 1915 zaslala panamská vláda oficiální nótu do USA, žádající o projednání nových podmínek smlouvy. USA však odmítly s odvoláním na probíhající první světovou válku. V roce 1921 panamský diplomat (a budoucí prezident) Ricardo J. Alfaro sepsal oficiální rozklad proti smlouvě z roku 1903. USA byly ochotné jednat, což vedlo až do finální podoby rozkladu z roku 1924. Jednalo se další dva roky, než byla připravena Kellogova-Alfarova smlouva. V ní se USA rozhodly uvolnit část obchodního zisku z průplavu ve prospěch Panamy, nicméně na oplátku požadovaly rozšíření pásma a závazek Panamy vstoupit do válečného stavu, když do něj vstoupí USA, čímž by vojska USA mohla vstoupit na území Panamy. V lednu 1927 panamský parlament návrh smlouvy odmítl. 
Spojené státy americké v té době vedly tzv. banánové války, kdy intervenovaly a okupovaly řadu středoamerických zemí, což v regionu vyvolávalo antiamerické nálady. Změna přišla se zvolením Franklina D. Roosevelta americkým prezidentem. Ten zahájil politiku dobrého sousedství, která nahradila tzv. politiku dělových člunů (respektive diplomacii velkého klacku). Po dalších jednáních, byla v roce 1936 připravena Hullova-Alfarova smlouva. V té se upevnila nezávislá vyjednávací pozice Panamy a byla domluvena spolupráce na výstavbě telekomunikací v průplavovém pásmu. V roce 1942, během druhé světové války, byly podepsány vzájemné dohody o zapůjčení dalšího území pod status průplavového pásma, na kterém budou moci USA postavit vojenské základny a opevnění. USA chtěly neomezenou platnost smlouvy, nicméně Panama striktně vyjednala ukončení pronájmu rok po ukončení války. Nakonec bylo území vráceno Panamě v roce 1947.
V roce 1953 panamský prezident José Antonio Remón Cantera jednal s administrativou amerického prezidenta Dwighta D. Eisenhowera o nové smlouvě. Výsledkem byla Remónova-Eisenhowerova smlouva z roku 1955. USA dostaly pronájem vojenské základny Río Hato, Panama dosáhla jistého vyrovnání v zaměstnavatelských a zaměstnaneckých vztazích v pásmu, které do té doby výrazně zvýhodňovaly Američany.
Roku 1956 egyptský prezident Gamál Násir znárodnil Suezský průplav a v roce 1959 došlo ke kubánské revoluci. To byly dvě zásadní události, které vedly v druhé polovině padesátých let k eskalaci demonstrací panamských občanů proti přítomnosti Američanů v Panamě. I proto již v roce 1960 USA vydaly memorandum, ve kterém se zavázaly zlepšit vztahy s Panamou. V roce 1962 se proti americké politice v Panamě konaly studentské demonstrace v USA. V roce 1963 proto došlo ke schválení vyvěšení panamské vlajky k americké v celém průplavovém pásmu. Nový prezident Panamy Marco Aurelio Robles poté s USA vyjednal podmínky pro modernizaci a rozšíření průplavu, kterou ale odmítl panamský parlament, protože její nevýhodnost vyvolala další vlnu protestů. Robles následně prohrál další volby. V říjnu 1968 se vojenským státním převratem dostal k moci nacionalistický generál Omar Torrijos.
V roce 1977 americký prezident Jimmy Carter a panamský prezident Omar Torrijos podepsali dohodu (Torrijosova-Carterova smlouva), která stanovila 31. prosinec 1999 jako den předání Panamského průplavového pásma státu Panama jako neutrální území pod panamskou správou. USA nadále garantují vnější obranu tohoto pásma a celého průplavu.
Před tímto předáním uspořádala panamská vláda mezinárodní aukci na vyjednání 25leté smlouvy na provozování kontejnerových přístavů nacházejících se v atlantském a tichomořském ústí kanálu. Smlouva nebyla spojena s provozem Panama Canal Authority ani Panamského průplavu a vyhrála ji firma Hutchison Whampoa (od roku 2015 CK Hutchison Holdings), hongkongský přepravní podnik vlastněný Li Ka-shingem.

## Poplatky za průjezd průplavem

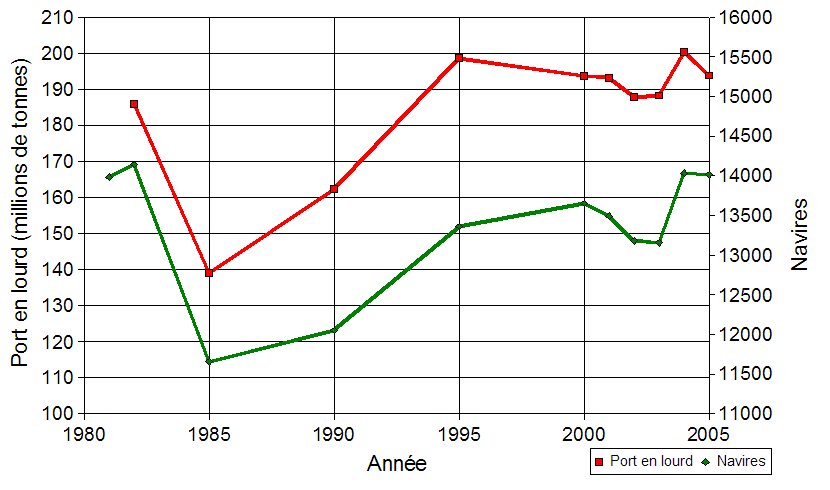
Vývoj přepravených tun (červeně) a počtu plavidel (zeleně)

Poplatky za průjezd jedné lodě průplavem jsou stanovovány podle tonáže. Rekordní mýtné ve výši 331 000 dolarů zaplatila loď Disney Magic. Nejmenší poplatek zaplatil údajně Richard Halliburton, když plaveckým stylem „ouško“ proplaval průplavem, stálo ho to 36 centů. V roce 2003 byl za výletní loď Queen Elizabeth II. zaplacen poplatek ve výši 99 000 dolarů. Loď převážející 900 automobilů zaplatí 280 000 dolarů, kontejnerové lodě 50 000–250 000 dolarů. Průplav používají početné různě velké výletní lodě (cruise ships), pro které činí poplatky v současnosti[kdy?] cca 80 000 – 300 000 dolarů. Jachty a ostatní malá plavidla platí zhruba 1300 dolarů.
Dne 7. září 1977 uzavřeli tehdejší prezidenti Panamy Omar Torrijos a Spojených států Jimmy Carter dohodu s cílem postupně předat samotný průplav a pásmo kolem něj pod svrchovanost státu Panama. Poslední fáze přechodného období skončila dnem 31. prosince 1999. Od roku 2000 je průplav formálně otevřen pro lodě plující pod vlajkami všech států světa. Spojené státy si však smluvně zajistily právo obrany neutrality průplavu svými ozbrojenými silami.

## Rozšíření průplavu a výstavba nových plavebních komor v letech 2007 až 2016
Od roku 2007 probíhaly práce na rozšíření průplavu, aby bylo umožněno proplouvání průplavem i lodím s velmi vysokou tonáží (tzv. Neo-Panamax ships). Rozšíření průplavu bylo odsouhlaseno panamským referendem ze dne 22. října 2006. Dokončení všech prací bylo původně plánováno na rok 2014 ke stému výročí otevření Panamského průplavu. Celkové náklady měly dosáhnout 5,25 miliardy USD (cca 99,75 mld. Kč).
Dokončením projektu byl pro téměř sto let staré, avšak stále plně funkční původní plavební komory získán větší prostor pro údržbu. Podle správce průplavu je výhled provozu těchto původních plavebních komor časově neomezený. Podle odhadů projektantů se předpokládá nárůst přepravy z 280 milionů tun v roce 2005 starým průplavem na 510 milionů tun v roce 2025 rozšířeným průplavem. V budoucnu by mohla maximální udržitelná kapacita Panamského průplavu dosáhnout až 600 milionů tun zboží ročně. Roku 2021 bylo dosaženo přepravy 287 milionů tun hrubé váhy a 516 milionů PC/UMS tun čisté váhy. Tuna PC/UMS (Panama Canal/Universal Measurement System) zavedená v 1994 je definována jako objem 100 kubických stop, takže nepředstavuje ani přibližně 1000 kg.
26. června 2016 byl po desetileté výstavbě pro komerční provoz otevřen rozšířený Panamský průplav – dvě stupnice nových plavebních komor na obou stranách průplavu a rozšířená vodní cesta.

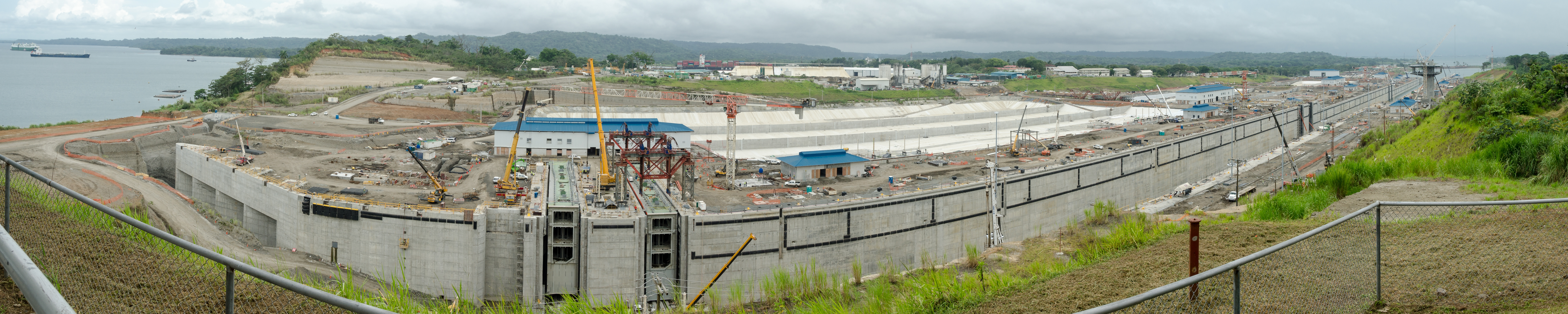
Práce na výstavbě nových plavebních komor v rámci rozšiřování průplavu, červenec 2015

## Galerie
- Pohled na zdymadla Gatun Locks
- Plavba přes Panamský průplav
- Loď Neopanamax proplouvající plavebními komorami Agua Clara (2019)
- Nové plavební komory Agua Clara na atlantické straně, v provozu (2017)
- Gatunské plavební komory ukazující tažné lokomotivy „muly“ při práci (2011)
- Lodě typu roll-on/roll-off, jako je tato u zdymadel Miraflores, patří mezi největší lodě, které kdy průplavem propluly (2005)